# Taiji Kase
Taiji Kase (加瀬泰治; Chiba, 9. veljače 1929. – Pariz 24. studenog 2004.), japanski karateka. Nosilac je 10. Dana u karateu i 2. Dana u džudu.

## Životopis
Kao sin džudo instruktora Taiji Kase je počeo vježbati ovu vještinu sa samo šest godina. S 15 godina započinje vježbati Šotokan karate kod Gichina Funakoshija. Tada je bio nosilac 2. Dan u džudu. Kada se Drugi svjetski rat završio, Kase se vraća karateu kod Funakoshija. U tom periodu postaje diplimirani ekonomista. Zahvaljujući prirodnom daru za borilačke vještine, postao je jedan od najboljih Funakoshijevih učenika, ali i kapiten svog sveučilišnog karate dođoa u športskoj borbi koji je osnovao 1946. godine položivši 1. Dan. Sa samo 22 godine postao je najmlađi nosilac 4. Dana ikada u Japanu. Od 1964. godine Kase je kao nosilac 6. Dana uz dozvolu svojih senseja počeo širiti karate po cijelom svijetu, najviše po Africi i Europi. Godine 1967. se preselio u Pariz, gdje je osnovao svoj dođo pod imenom Fudo. Od 1968. do 1986. doprinosio je razvoju karatea u SFR Jugoslaviji. Godine 1986. je zatvorio svoj dođo u Parizu da bi mogao da se posveti širenju karatea u svijetu. Godine 1989., dvije godine nakon smrti predsjednika JKA Masatoshi Nakajame, Taiji Kase je osnovao Svjetsku šotokan akademiju (WKSA), koja je u svoje redove primala samo nosioce majstorskih zvanja. Ova akademija je pratila pravac karatea vezanog za Funakoshijevog sina Joshitaku.
Taiji Kase je umro u Parizu, 2004. godine. Sahranjen je u Tokiju. 

## Vanjske poveznice
- Taiji Kase: 9 Fascinating Facts About His Life